# Centar Georges Pompidou
Nacionalni centar umjetnosti i kulture Georges Pompidou (francuski: Centre national d'art et de culture Georges-Pompidou, CNAC), poznat i kao Beaubourg radi istoimene četvrti u kojoj se nalazi, izgrađen je 1977., a sastoji se od Bibliothèque publique d'information (Javna informativna knjižnica), Musée National d'Art Moderne (Nacionalni muzej moderne umjetnosti) i IRCAM (Centar za muziku i akustična istraživanja). Nazvan je po Georgesu Pompidouu, koji je za svog predsjedničkog mandata pokrenuo ideju o izgradnji centra.

## Arhitektura
Centar su dizajnirali talijanski i britanski arhitekti Renzo Piano i Richard Rogers. Oni su odlučili da na eksterijer zgrade budu postavljeni elementi koji su tipični za interijer kao što su pokretne stepenice, dizala, cijevi i masivna čelična konstrukcija zgrade što do tad nije bilo uobičajeno.
Na stranu zgrade koja gleda na ulicu Renard postavljene su obojene cijevi. Osim što su dekorativne imaju i funkcionalnu ulogu, tako plava boja označava cijevi za ventilaciju, cijevi za dovod vode su zelene boje, a cijevi s električnim dovodima žute boje, dok je prostor kroz koji se kreću posjetitelji unutar zgrade, kao što su dizala, crvene boje.

## Musée National d'Art Moderne
Državni muzej moderne umjetnosti (fr. Musée National d'Art Moderne) je francuski nacionalni muzej moderne umjetnosti. Smješten je na četvrtom i petom katu centra. Posjeduje 100.313 umjetnina od više od 6.400 umjetnika od kojih je oko 1.300 izloženo za javnost na prostoru od 18.500 m². U kolekciji se nalaze djela Duchampa, Kandinskog, Matissea, Picassa, Warhola i dr. Uz umjetničku zbirku muzej također posjeduje kolekciju dizajna i arhitekture 20. st. 
Muzej također priređuje povremene izložbe na prostoru od oko 5.200 m².
Izvan zgrade, na Trgu Pompidou, nalazi se l'Atelier Brancusi, također izložbeni prostor, a na južnoj strani pokraj centra nalazi se fontana Stravinsky (još zvana Fontaine des automates) s radovima Jean Tingulelyja i Niki de Saint-Phalle.
- Robert Delaunay, Prozor, 1912.
- Pierre Bonnard, Ženski akt pored kamina, 1913.
- Ernst Ludwig Kirchner, Žena ispred zrcala, 1913.-1920.
- Theo van Doesburg, Kompozicija X., 1918.
- Juan Gris, Harlekin s gitarom, 1919.
- Amedeo Modigliani, Dječak u sivom, 1919.
- Vasilij Kandinski, U sivom, 1919.
- Kazimir Maljevič, Crni kvadrat, 1923.-1930.
- Laszlo Moholy-Nagy, Kompozicija A.XX, 1924.
- Paul Klee, Firentinsko selo, 1926.
- Robert Delaunay, Beskrajni ritam, 1934.
- Piet Mondrian, Kompozicija s crvenom, plavom i bijelom II., 1937.
- Arshile Gorky, Pejzažni stol, 1945.
- Pier Giacomo Castiglioni, Stereo radiofonograf Brionvega RR126, 1965.
- Ron Arad, No Discipline, 2008.
- Olafur Eliasson, Sfera hladnog vjetra, 2012.

## Vanjske poveznice
- Službene stranice muzeja (fr.)
- Bibliothèque publique d'information website

48°51′38″N 02°21′09″E / 48.86056°N 2.35250°E